# Elecciones presidenciales de Seychelles de 1989
Las elecciones presidenciales de Seychelles de 1989 tuvieron lugar en junio del mencionado año con el objetivo de renovar la presidencia de la república para el período 1989-1994. El país era un estado de partido único, con el Frente Progresista del Pueblo de Seychelles (FPPS) como único partido legal, por lo que su líder, France-Albert René, compitió para un tercer mandato sin oposición. De este modo, la elección se limitó a un referéndum en el que los votantes podían rechazar o aprobar la candidatura de René. René fue aprobado por el 96.09% de los votantes, y asumió su tercer mandato. La participación fue del 91.54% del electorado registrado. Fueron los últimos comicios del período unipartidista, pues en 1991 se legalizarían los partidos opositores, democratizando el país.